# Leda Catunda
Leda Catunda Serra (São Paulo, 1961) es una pintora, escultora, educadora y artista gráfica brasileña. Es una artista representante del grupo de artistas Geração 80 artistas'. Sus trabajos exploran los límites de texturas y materiales, siendo caracterizados por sus "pinturas blandas" sobre toallas, sábanas, cuero, terciopelo y seda.

## Biografía
Nació en 1961 en São Paulo. Estudió Artes visuales  en la Fundación Armando Alvares Penteado (FAAP). Catunda obtuvo reconocimiento cuando expuso sus trabajos en la exposición Como vai você, Geração 80?. 
En 1984 dirigió la Escola de Artes Visuais do Parque Lage, en Río de Janeiro. Enseñó Artes Gráficas en FAAP de 1986 a mediados de la década de 1990s y obtuvo el grado de Doctor en Artes visuales en la Universidad de São Paulo en 2001. Ha participado en tres Bienales de São Paulo (1983,1985 y 1994) y varias exposiciones individuales.